# 파키스탄 자치령
파키스탄 자치령(Dominion of Pakistan)은 1947년 7월 13일 영국의 인도 제국에서 인도 식민지 서북부 무슬림 거주지역과 동부 지역을 인도 제국과는 별도의 자치령으로 분할시킨 상태를 의미한다.
1956년 6월 23일 파키스탄 공화국으로 변경될 때까지 존속하였다. 식민지 체제에서 파키스탄 공화국으로 독립하는 중간 단계였고, 정부 수반은 총리였으며 영국 정부에서 총리의 지명을 받아 형식적으로 임명한 총독이 존재하였다.

## 같이 보기
- 인도 제국
- 파키스탄의 총독
- 파키스탄
- 무하마드 알리 진나